# Platypelis olgae
Platypelis olgae  — вид земноводних роду Platypelis родини Microhylidae.

## Назва
Видова назва дана на честь біолога та дослідника мадагаскарської фауни Ольги
Раміліяони.

## Поширення
Вид є ендеміком Мадагаскару. Поширений на півночі країни у гірському масиві Тсаратанана. Населяє тропічні та субтропічні низовинні дощові ліси.

## Спосіб життя
Це деревний вид, все життя проводить на деревах. Ікру відкладує у дупла та пазухи між гілками дерев. Там розвиваються пуголовки. Личинки нічого не їдять поки не перетворяться.